# 顶花木巴戟
顶花木巴戟（学名：Morinda leiantha）为茜草科巴戟天属下的一个种。

## 扩展阅读
- 維基物種上的相關：顶花木巴戟